# سیارک ۳۶۵۷
سیارک ۳۶۵۷ (به انگلیسی: 3657 Ermolova، نامگذاری:1978ST6) سه هزار و ششصد و پنجاه و هفتمین سیارک کشف شده‌است که در ۲۶ سپتامبر ۱۹۷۸ کشف شد.
قدر مطلق سیارک برابر ۱۲٫۷۰ است.